# Gopili
Gopili es un buscador de viajes multi-transporte lanzado en España en mayo de 2015. El sitio web recopila y presenta al usuario información en tiempo real sobre billetes para viajes domésticos e internacionales ya sea en tren, autobús o avión.
En marzo de este año 2016, Gopili se convirtió en el primer buscador de viajes en España que ofrece opciones de transporte colaborativo.
Gopili es la marca europea de KelBillet, el metabuscador multimodal de origen francés. El sitio web de Gopili está hoy disponible en España, Reino Unido, Francia, Italia y Alemania. La expansión a otros países europeos está prevista para los próximos meses.
La sede central de la web está en Rennes, Francia.